# سال (إربد)
سال هي إحدى مناطق محافظة إربد و تقع البلدة إلى الشرق من مركز مدينة إربد على بعد 6 كم إلى الشمال من الطريق الواصل ما بين إربد والرمثا عبوراً ببشرى
تمتاز قرية سال بسهولها الخضراء ومناخها الجميل وطبيعتها الخلابة.

## سبب التسمية
مع بدايه الفتح الإسلامي لبلاد الشام دخلت البلدة قوات الفتح الإسلامي بقيادة أبو عبيدة عامر بن الجراح وعسكرت بالمنطقة في انتظار مجيء قوات القائد خالد بن الوليد من العراق فلما جاء جيش خالد رآه المسلمين قد قدم سائل كالسيل فقيل سال. ويعتقد أن منطقه وادي الشلالة قد كانت في ما مضى نهر يسيل سيل وهناك بعض الآثار التي تدل على وجود مصدر للمياه منها الجسر القديم الذي هو اليوم اطلال وبعض الاطلال لسد قديم.

## الموقع والجغرافيا
تقع بلدة سال إلى الشرق من مركز مدينة إربد على بعد 6 كم إلى الشمال من الطريق الواصل ما بين إربد والرمثا عبوراً ببشرى، وتعد البلدة هضبة مرتفعة يقع في أعلاها تل صناعي، يبلغ ارتفاع الهضبة والتل حوالي 750 م. وتعد ثاني أكثر البلدات ارتفاعاً في منطقة قصبة إربد بعد بلدة بيت رأس.
بشكل عام، تعد البلدة أراضٍ سهلية باستثناء منطقة التل ومنطقة وادي الشلالة. يحد البلدة من الشمال بلدة حكما والمغير ومن الجنوب بلدة حوارة ومن الغرب بلدة بشرى ومن الشرق وادي الشلالة ومدينة الرمثا. يعد موقع البلدة استراتيجياً في منطقة شرق إربد لإطلالها على عدد كبير من القرى المجاورة.

## تاريخ البلدة

### في العصور القديمة
تشير بعض الدلائل إلى أن البلدة كانت مسكونة منذ العصر البرونزي؛ كانت البلدة منطقة جذب للسكان نتيجة المناخ المعتدل وقربها من مصادر المياه سكنها الإغريق في بادء الأمر يعد الإغريق المؤسسين الأوائل للبلدة تطورت البلدة في عهد الإغريق غزاها الاسكندر المقدوني مع غزوه لمنطقة بلاد الشام ازدادت تطورا في عهد البطالمة خلفاء الاسكندر المقدوني قامت قوات الفرس بتدمير البلدة في فترة غزو قورش الفارسي لبلاد الشام.
عادة البلدة للتطور في ظل حكم الدولة الحشمونيه كما تشير بعض الدلائل والاثار التي وجدت في تل البلدة. يعتقد أن البلدة كانت مركز ديني يهودي في عهد الدولة الحشمونيه.بعد سقوط الدولة الحشمونيه على يد الرومان ازدادت المنطقة تطورا فأصبحت البلدة مقرا لمقاطعه رومانيه كانت تتبع لها منطقة الرمثا وجنوب سهل حوران وذلك لاهمية موقعها الواقع على الطريق السالكة من دمشق وبصرى باتجاه الجزيرة العربية. كان هناك قلعه رومانيه إلى الجنوب الشرقي من البلدة وقد كانت اطلالا إلى أن تهدمت بالكامل في نهاية القرن السابع عشر وقد كان هناك اطلال لسور قديم إلى الشرق من تل البلدة ولكن السكان قاموا با استخدام حجارته لبناء البيوت. وقد قامت بعض الجماعات الغسانيه بسكنى البلدة في نهاية الحقبة الرومانية تعاني البلدة حاليا من الإهمال من قبل وزارة السياحة والاثار حيث لايوجد تنقيبات اثريه في البلدة الانة في عهد الانتداب البرطاني قامت مجموعه من المنقبين الاثريين العاملين في الجيش البرطاني بالتنقيب سرا في البلدة واستطاعوا الحصول على بعض المكتشفات الاثريه وقاموا بنقلها إلى برطانيا حيث لايعرف ماهية الآثار ولا مكان وجودها

### في العصور الإسلامية
خضعت البلدة للحكم الإسلامي منذ الفتح الإسلامي لبلاد الشام. كانت البلدة في العهد الراشدي تتبع لجند الأردن الذي كان مقره مدينة طبريا مع نهايه العهد الراشدي وبدايه العهد الأموي ازداده أهمية البلدة نتيجه لوقوعها على طريق الحج المؤدية إلى الحجاز.وسكنها بعض من ولد الخليفة معاويه بن يزيد واتخذوا فيها ضيعة لهم.مع انهيار الدولة الأموية وظهور الدولة العباسية عانت المنطقة من الإهمال نتيجة نقل عاصمة الخلافة من دمشق إلى بغداد.بعد ذلك تعاقبت عليها الدول الإسلامية التي قامت في بلاد الشام. في فترة الغزو الصليبي أصبحت البلدة نقطه للمراقبه ولحمايه منطقه حوران وقد حاول الصلبين الاستيلاء على المنطقة وذلك لائنها تعد خاصرة دمشق الجنوبية ولكنهم فشلوا في ذلك.مع دخول التتار المنطقة وغزوهم للبلاد الإسلامية قاموا بتدمير المنطقة با الكامل وقتلوا سكانها فأصبحت المنطقة مهجوره وخربه ولكن مع استقرار الأوضاع وظهور دوله المماليك وجلاء التتار والصليبين عاد السكان للسكنا با المنطقة وذلك بعد قرن من الزمان في عهد السلطان المملوكي (الاشرف علاء الدين كجك بن الناصر محمد)وذلك في حوالي سنة 1342 م. ولكن في نهايه العصر المملوكي قام حكام الإقطاع باحراق المنطقة وتدميرها وطرد السكان منها في زمن السلطان (الاشرف قانصوه الغوري) وبقت مدمره حتى العصر العثماني.

### في العصر الحديث
مع بدايه الحرب العالمية الأولى انتشرت المجاعة بين السكان نتيجه اوامر جمال باشا بمصادره المحاصيل من السكان ونقلها كإمدادات للجنود في الجبه في البلقان علاوه على ذلك ازداده غارات البدو على سكان المنطقة وازداد عدد اللصوص واتخذوا من منطقه وادي الشلال مقرا لهم نتيجه لحصانته مما استدعى السكان لرفع دعوى لدى البيك في السنجق ولكن تم تجاهل هذه الدعوى مما استدعى قيام أهالي البلدة بشن هجوم على وادي الشلال فاستطاعوا هزيمة اللصوص والبدو واتفقوا معهم على عدم التعرض لاحد من سكان البلدة وعدم الإغارة على البلدة. تم تجنيد الكثير من أهالي البلدة في الجيش وقد قتل الكثير منهم في الجبهة في البلقان. كانت سال ممرا للقوافل التجارية العابرة من القدس إلى دمشق في العصر العثماني وكانت تابعه لسنجق عجلون ومقره اربد والذي تاسس مع خروج إبراهيم باشا من بلاد الشام.
عام1835 سكنها شخص من عائله العبابنة يدعى حسين بن محمد العبيني قدم من بلده بيت راس فكان حسين أول من عمر البلدة هو وأبنائه بعد ذلك دب خلاف ونزاع على الأراضي والمياه بين حسين وبين طائفه بني جهمه في حواره والمغير مما دعا حسين لطلب العون من اقاربه في بلده بيت راس حيث كان يسكن قسم منهم هذه البلدة فرحلوا إلى سال وقاموا بنصرته وبقى الخلاف بين حسين واقاربه من جهه وبين طائفه بني جهمه من جهه أخرى حتى خروج إبراهيم باشا من الشام وتشكيل سنجق عجلون حيث قام البيك في السنجق بتقسيم الأراضي ما بين الطرفين.

## المساحة وتعداد السكان
تبلغ مساحة البلدة حوالي 9 كم مربع موزعة على 14 عشر حوضاً، الكثير من هذه الأراضي زراعية، لكنها غير مستغلة. 

يبلغ عدد سكان البلدة حوالي 12ألف نسمة، يتركزون في منطقة التل وشمال البلدة وغربها، معظمهم من عائلتي العبابنة ونسبتهم 83% من سكان البلدة والجرادات ونسبتهم 9%، و8% من عائلات أخرى (القضاة والدهامشة والخرابشة واللوباني والشلبي والفرج والكردي والضمور والنصيرات والبطاينة).
تعدّ البلدة واسعة المساحة نسبياً، إلا أنه تم اقتطاع من أراضي البلدة لصالح البلدات المجاورة خاصة من القسم الجنوبي من البلدة حيث اقتطع ما يزيد عن 500 دنم في عام 1936 فيما يعرف بعملية تسوية الأراضي.

## تل سال الأثري
وهو تل روماني قديم، استخدم في الزمن الروماني للاستطلاع والإنذار المبكر. والآن يعلوه خزان ماء بني حديثاً غير مستخدم. بعد ذلك استخدم مقبرة للمسلمين من سكان المنطقة، وقد توقف الدفن فيه في الوقت الحالي لعدم وجود أماكن للدفن.
وهو تل كان في السابق ديوان لكبار السن، وهو مشرف على فلسطين، إذ كان بالإمكان سابقاً رؤية قرى فلسطين من أعلى التل، ولكن الآن وبسبب البناء والتلوث لم يعد يرى شيء منها.
إضافة إلى ذلك، قبل عشرات السنين، كان يوجد العديد من المغارات حول قاعدة التل من أسفل، ويقال أن أشخاصاً كانوا فد دخلوا في إحداها وتعمقوا فيها حتى سمعوا هديراً للمياه.

## مدرسة سال الثانوية للبنين

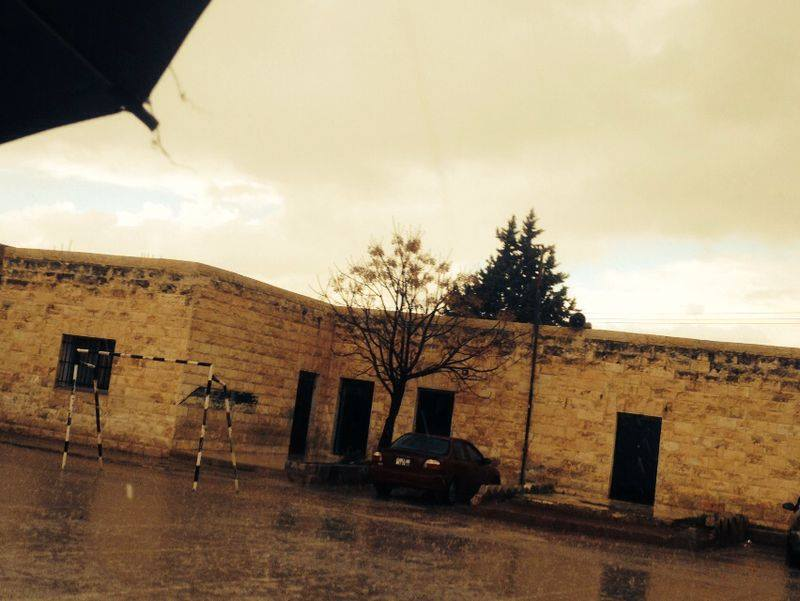
مدرسة سال الثانوية للبنين

تعتبر مدرسة سال الثانوية للبنين من المدارس النظامية في محافظة اربد وقراها حيث تأســـست عام 1949م وكان أول مدير لها هو الاستاذ محمد طلفاح ( 1949-1953) وعاشت مرحلتها الذهبية في ظل إدارة مديرها الاستاذ الفاضل توفيق ذيب جرادات (1979- 1995) حيث ما زال الطلاب الذين عاشوا تلك الفترة يتذكرونها وكلهم حنين إليها من ناحية الانضباط وتحصيل أعلى الدرجات الدراسية.
دعمت المدرسة الحركة التعليمية في المنطقة، وساهمت في تخريج آلاف الطلاب المتفوقين والمبدعين الذين قادوا ويقودون المجتمع المدني والعسكري والأمني وقطاع الأعمال الحكومية والخاصة في داخل وخارج البلاد.
تقع المدرسة في مدخل البلدة الرئيسي من جهة الغرب وتتميز بابنيتها القديمة والعريقة ويبلغ عدد طلابها 500 طالب يتوزعون على المراحل الأساسية.

## شهداء قرية سال
1- الشهيد محمود مصطفى داوود عبابنة استشهد في القدس 6-6-1967.
2- الشهيد مصطفى محمد مصطفى عبابنة استشهد في الضفة الغربية 6-6-1967.
3- الشهيد حسين محمد علي عبابنة استشهد في عمان أثناء قيامة بالواجب 1970 .
4- الشهيد الطيار رضوان سالم محمود عبابنة استشهد أثناء التدريب 6-1-2008.